# Mer (système d'exploitation)
Pour les articles homonymes, voir Mer (homonymie).
Mer est un système d'exploitation opensource et une plate-forme de développement pour les appareils mobiles.
C'est un dérivé communautaire de MeeGo dont il reprend les bases techniques (GNU/Linux, Qt, WebKit).
Les développements se font en utilisant Qt, EFL et HTML5.
Mer sert de base notamment à Sailfish OS de la jeune pousse finlandaise Jolla qui a été montée en 2011 par l'ancienne équipe du smartphone Nokia N9.
Il est donc prévu pour fonctionner sur les plates-formes d'architecture ARM, MIPS et x86.
Il existe un port pour Cubieboard2.